# DSB CLS
Die dänische Baureihe CLS waren Drehgestell-Steuerwagen, die Danske Statsbaner (deutsch Dänische Staatsbahnen) 1960–1962 beschafften, um Züge mit den neu erworbenen Triebwagen der Baureihe MO (V) bilden zu können.

## Geschichte
Die 18 Fahrzeuge wurde zwischen 1960 und 1962 von Scandia A/S in Randers gefertigt.
Die für den Nahverkehr vorgesehenen Wagen besaßen einen Mittelgang sowie eine Toilettenanlage. Die Heizung des Steuerwagens erfolgte über die Dampfheizleitung des Triebwagens.
Die Außenverkleidung der Wagen bestand aus Stahlblech. Der Zustieg erfolgte am Wagenende mit dem Steuerabteil über je eine beidseitig vorhandene Einstiegstür, am anderen Wagenende waren auf jeder Seite zwei Türen vorhanden.

### DSB Cls
Im Rahmen der Einführung der UIC-Wagennummer erhielten die Wagen 1967/68 die geänderte Baureihenbezeichnung Cls. Für die Bezeichnung der einzelnen Wagen wurde neben der dreistelligen Nummer öfter die fünfstellige Variante aus dieser Wagennummer verwendet (wie etwa 27 701).

## Verbleib
Im Zuge der Ausmusterung der Triebwagen des Typs MO war für die Steuerwagen keine Verwendungsmöglichkeit mehr vorhanden, so dass sie zwischen 1976 und 1983 aus dem Betriebsdienst abgezogen und ausgemustert wurden.
Zuvor war bereits Cls 710 1978 an die Nene Valley Railway in Cambridgeshire verkauft worden.
Cls 714 wurde 1982 an Odsherreds Jernbane (OHJ) verkauft, von dort wiederum 1984 an den Dansk Jernbane-Klub. Das Fahrzeug war 2004 in Horsens vorhanden.
Cls 717 wurde nach seiner Ausmusterung 1983 in der Svejstrup Grusgrav hinterstellt. Etwa 1998 kam er zu DSB Museumstog in Randers und wurde dort 2011 verschrottet.
Cls 718 kam nach seiner Ausmusterung 1983 nach Tønder in das im ehemaligen Tønder remise eingerichtete Eisenbahnmuseum. 2016 bestanden Pläne, den Wagen wieder betriebsfähig herzurichten, was jedoch nach dem Zustand des Wagens fraglich erscheint.